# فیسکر اینک
فیسکر اینک (به انگلیسی: Fisker Inc.) یک شرکت خودروسازی آمریکایی است، که در سال ۲۰۱۶ توسط هنریک فیسکر تأسیس شد.